# Assamabo
 (octobre 2014).
Assamabo est un village de Côte d'Ivoire. Le village Ayaou-Assamabo est situé à soixante kilomètres de Sakassou, son chef-lieu de département, à 35 kilomètres de Béoumi et à 17,5 kilomètres du barrage de Kossou. Initialement rattaché à la sous-préfecture de Toumodi-Sakassou, Assamabo fait partie de la circonscription administrative de la sous-préfecture d'Ayaou-Sran depuis février 2001.
Le terroir du village Ayaou-Assamabo est limité au Nord, par les villages de Mangré et Kouadio-Sakassou, à l'Est, par le village de Toumodi-Sakassou, au Sud, par le village d'Ayaou-Sokpa, à l'Ouest, par le fleuve Bandama.
La population de la localité d'Ayaou-Assamabo est estimée selon le Recensement général de la population et de l'habitat de 1998 à plus de 800 habitants.

## Situation sociale

### Habitat
C'est dans les années 1980-1990 que le village s'est installé sur le site qu'il occupe actuellement. Les habitats à Assamabo sont en grandes parties modernes, cependant l'on peut y rencontrer des maisons en terre battue.

### Éducation
Le village dispose d'une école de trois classes construite, dans le cadre des activités de la Mutuelle de développement de la région Ayaou de Sakassou (Muderas), par la population avec l'aide de l'Ambassade des États-Unis d'Amérique.

### Santé
Un hôpital à environ un kilomètre.

### Eau potable
Assamabo dispose d'une pompe qui procure de l'eau potable, alimentée par un château construit dans le cadre des activités de la Muderas.

### Électricité
Depuis 1996, le village est électrifié.

### Voies de communication
Le village est desservi par deux types de voies de communications : le réseau routier national et rural.
Le réseau routier national est composé de :
- axe Assamabo à Toumodi-Sakassou (à l'est)
- axe Assamabo à Béoumi, Ando-Kékrénou (au nord)

Le réseau routier rural est composé de :
- axe Assamabo à Mangré-Kénéfoué (au nord)
- axe Assamabo à Ayaou-Sokpa, Aman-Salékro (au sud)
- axe Assamabo à Lac de Kossou, Diacohou nord (à l'ouest, passage par pirogue sur le fleuve Bandama)

### Sport
Le sport le plus pratiqué est le football, avec quatre équipes :
- Aigle vert
- Argentine
- Azingo
- Tourbillon

## Organisation

### La chefferie d'Assamabo
La Chefferie traditionnelle est organisée tant en une chefferie centrale assistée d'un conseil de chefs de quartiers et de notables. Le chef du village est Nanan N'Guessan Yao Germain.